# Norwood (Oklahoma)
Pour les articles homonymes, voir Norwood.
Norwood est une census-designated place des comtés de Cherokee et de Muskogee, dans l'État d'Oklahoma, aux États-Unis. En 2020, elle compte une population de 1 679 habitants.